# تاکایوکی یامادا
تاکایوکی یامادا (انگلیسی: Takayuki Yamada؛ زادهٔ ۲۰ اکتبر ۱۹۸۳) هنرپیشه و خواننده اهل ژاپن است. از فیلم‌هایی که وی در آن نقش داشته است، می‌توان به سیزده آدمکش و کلاغ‌ها: قسمت صفر اشاره کرد.